# 馬堤古斯足球會
馬堤古斯足球會（法語：FC Martigues）是一支位於法國馬蒂格的職業足球會，目前於法國足球乙級聯賽角逐。

## 外部連結
- FC Martigues Homepage （页面存档备份，存于）